# 弗朗西斯·奇切斯特

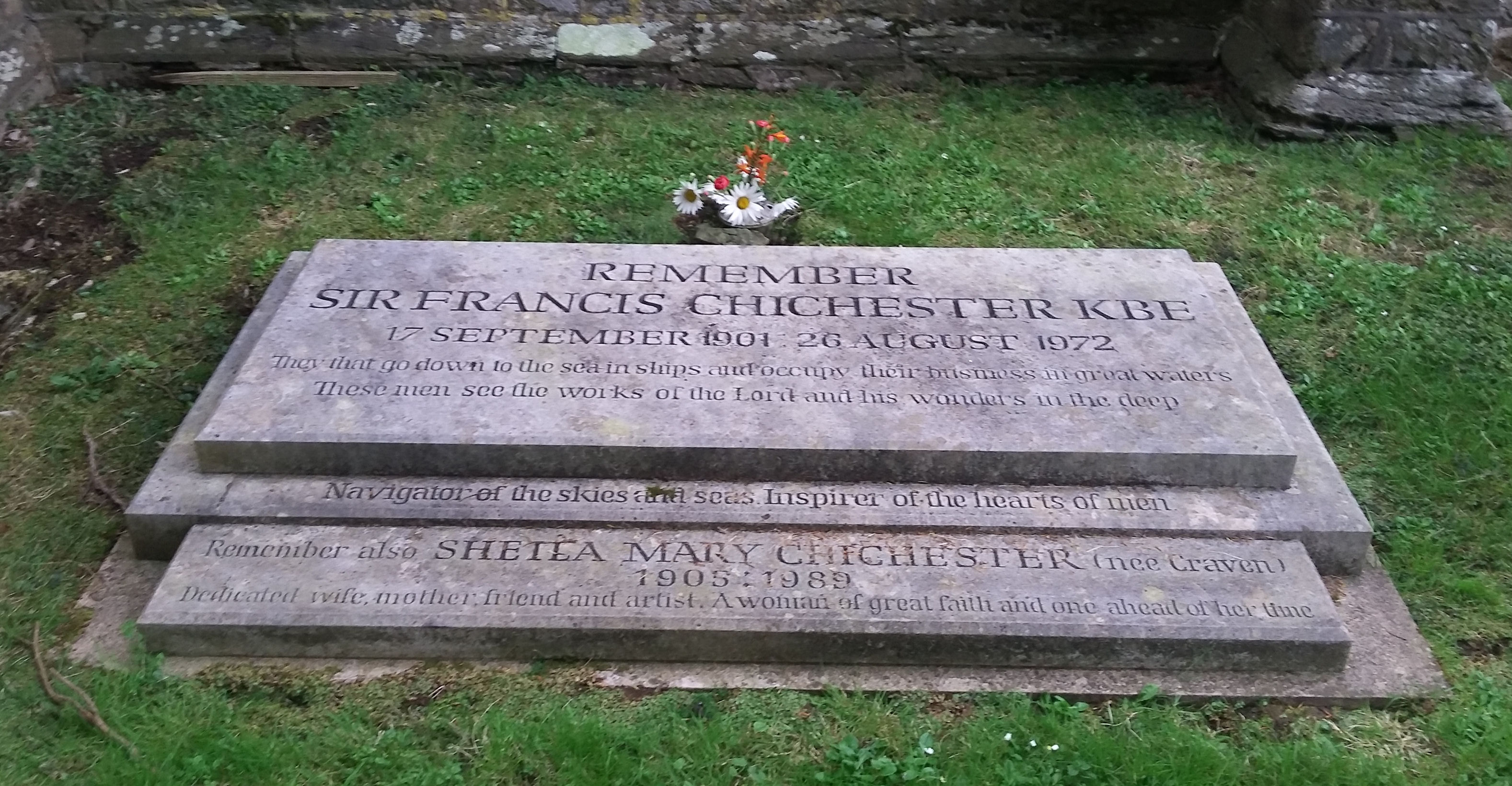
弗朗西斯·奇切斯特之墓

弗朗西斯·奇切斯特爵士（英語：Francis Chichester，1901年9月17日—1972年8月26日）是一位英国商人、飞行员和水手，第一个单人操纵帆船经过高速帆船航路完成環遊世界，作品有自传《孤独的海洋和天空》（The Lonely Sea and the Sky）等。